# Zibiška vas
Zibiška vas – wieś w Słowenii, w gminie Šmarje pri Jelšah. W 2018 roku liczyła 68 mieszkańców.